# Hestlækjarbungur
Hestlækjarbungur är ett berg i republiken Island. Det ligger i regionen Norðurland vestra, 150 km nordost om huvudstaden Reykjavík. Toppen på Hestlækjarbungur är 587 meter över havet.
Trakten runt Hestlækjarbungur är nära nog obefolkad, med mindre än två invånare per kvadratkilometer. Det finns inga samhällen i närheten. Trakten runt Hestlækjarbungur består i huvudsak av gräsmarker.